# André Jolivet

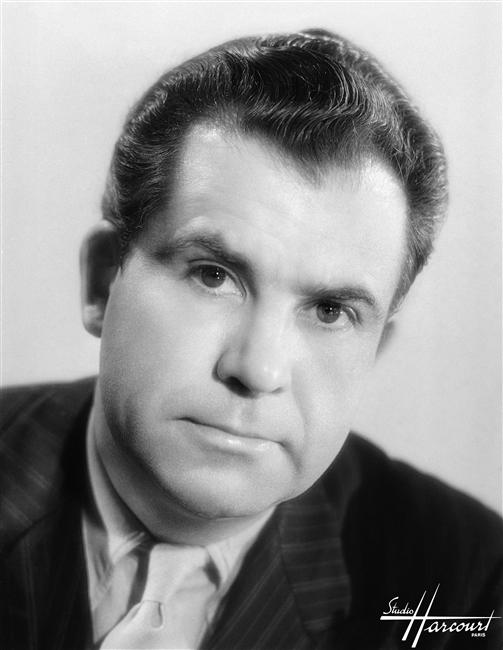
André Jolivet in 1945

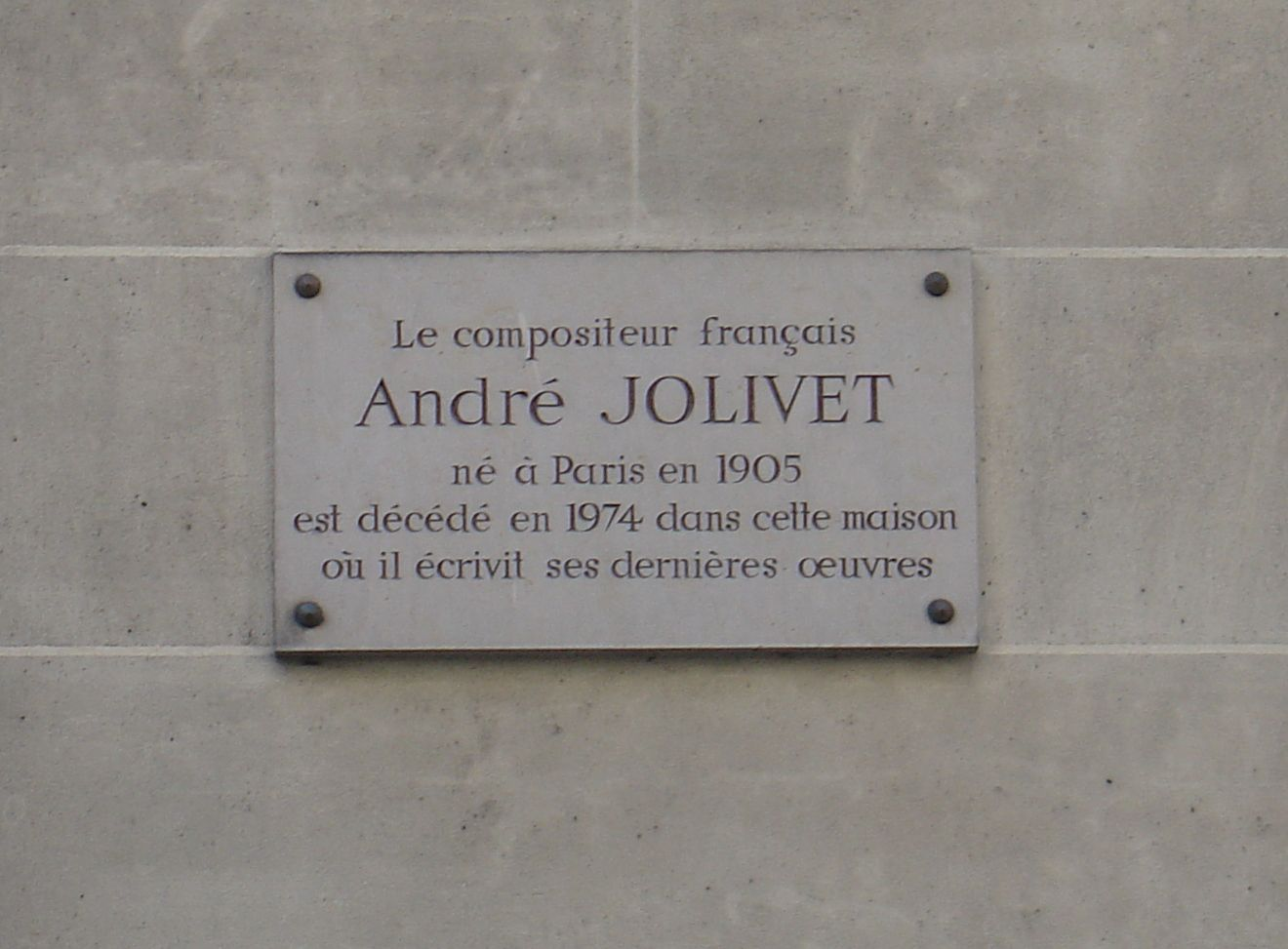
herdenkingsplaat

André Jolivet (Parijs, 8 augustus 1905 – aldaar, 20 december 1974) was een Frans componist en muziekpedagoog. Jolivet stond bekend om zijn passie voor de Franse cultuur. 

## Levensloop

### Jonge jaren en opleiding
Jolivet was een zoon van een kunstschilder en een pianiste en voelde zich in zijn jonge jaren in gelijke mate aangetrokken tot de schilderkunst, het dichten en de muziek. Hij kreeg cellolessen bij Abbé Aimé Théodas, de Maitre de chapelle aan Notre-Dame de Clignancourt, orgelles, probeerde het als kubistisch kunstschilder, maar op wens van zijn ouders ging hij pedagogiek studeren, met het oog op zijn financiële onafhankelijkheid. Daarnaast kreeg hij vanaf 1928 bij Paul Le Flem een grondige opleiding in compositie, contrapunt, harmonie en vormenleer. Twee jaren later werd hij leerling van Edgard Varèse, die Jolivet met de dodecafonie (twaalftoontechniek) van Arnold Schönberg bekend maakte. Varèse bracht ook de doorbraak naar het zelf scheppend bezig zijn, omdat Varèse hem met zijn eigen klankexperimenten vertrouwd maakte. Jolivet was in Parijs diens enige leerling.

### «Jeune France»
In 1934 leerde hij Olivier Messiaen kennen. Met hem alsook Daniel Lesur en Yves Baudrier stichtte Jolivet in 1936 de groep «Jeune France», die zich tegen het toen alles beheersende classicisme verzette, zonder zijn leden restricties op te leggen. 

### Dirigent, adviseur, leraar
In de loop van de jaren maakte Jolivet een grote muzikale carrière. Hij was van 1953 tot 1959 directeur van de Comédie Française, van 1959 tot 1962 adviseur in het Franse ministerie van Cultuur, dat toen onder leiding van André Malraux stond, van 1963 tot 1968 was hij artistiek leider van de prestigieuze Concerts Lamoureux, van 1966 tot 1970 professor aan het Conservatoire national supérieur de musique in Parijs. Tijdens concertreizen in vele landen stelde hij zijn eigen composities als dirigent voor. 

### Avantgardistische beginselen
Kunst was voor Jolivet geen amusement of ontspanning, maar een schilderij over het eeuwenoude gevecht tussen geest en materie, waarbij de muziek een buitengewone rol speelt: zij gaat van de magische en primitieve bezwering uit, om tot een evenwicht tussen Magie en het gewone dagelijkse te komen, tot de synthese van het alomvattende met het menselijke. Het eerste atonale werk van Jolivet was een strijkkwartet (1934), dat vanwege zijn dissonante, compromisloze toontaal bevreemding bij het publiek wekte. Een jaar later ontstond Mana, een cyclus van zes kleine pianostukken, die Olivier Messiaen enthousiast opnam en hem tot een voorwoord bij de uitgave inspireerden. Al de titel maakt erop attent, dat Jolivet leentjebuur speelt bij exotische culturen, in dit geval bij een centraal wereldbeeldmodel van de Melanesiër. Mana is een soort magische kracht, die de levenden met de voorouders verbindt. Concreet gaat het om zes kleine figuren, die Varèse hem bij zijn afscheid had geschonken, waaronder twee van Alexander Calder (koe en vogel). Jolivets muzikale vernieuwingen bestonden in atonale harmoniek, rapsodisch vrijblijvende ritmiek en ongewone mixturen van boventonen.

### Bezweringen
Een reeks andere stukken ontstond, die Jolivets poging tonen, door het teruggrijpen op elementen uit buiten-Europese culturen, die men toen nog als primitief zag, zijn muziek de bezwerende kracht van een sjamaan te verlenen, muziek die in prehistorische regio's uit een vermoedelijke oermuziek ontstond. Deze nieuwe geboorte van de muziek uit de geest van de cultus neemt Jolivet als vertrekpunt.  
Zo heet een cyclus van stukken voor dwarsfluit solo Cinq incantations (Vijf bezweringen, 1936), een stuk voor groot orkest, ondes martenot en zes slagwerkers uit hetzelfde jaar Danse incantantoire (Bezweringsdans). Cosmogonie (1938) en Cinq danses rituelles (1939) zijn er in een versie voor piano en een versie voor orkest. De vijf dansen zijn geïnspireerd op toestanden en gevoelens als oorlog, bruiloft en dood. 

### Bevattelijke stijl
Tijdens de Tweede Wereldoorlog onderging Jolivet een transformatie, die hem een beter bevattelijke stijl ingaf. De verandering werd zichtbaar in Les trois complaintes du soldat (De drie klachten van de soldaat, 1941), die op zijn ervaringen gedurende de militaire dienst teruggaan, verder in de opera comique Dolorés (1942), het ballet Guignol et Pandore (1943) en in de Poèmes intimes, een cyclus van vijf liefdesgedichten, waarin de melodische lijnen verbazend soepel zich vlijen naar de tonen van de verzen. 
De eerste Sonate voor piano (1945), die is opgedragen aan Béla Bartók, getuigt ervan, dat het eruptieve geweld van aaneenschakelingen van dissonante akkoorden ook in een beheerste sonatevorm kan worden gegoten. Zij stelt – zoals bij de meeste werken van Jolivet – extreme voorwaarden aan de vakbekwaamheid van de interpreet, zo ook de tweede sonate, voor piano (1957). Het gebruik van modale scala's voert ook tot een stuk met zulke extatische klanken als de Études sur des modes antiques (1944).

### Concerten

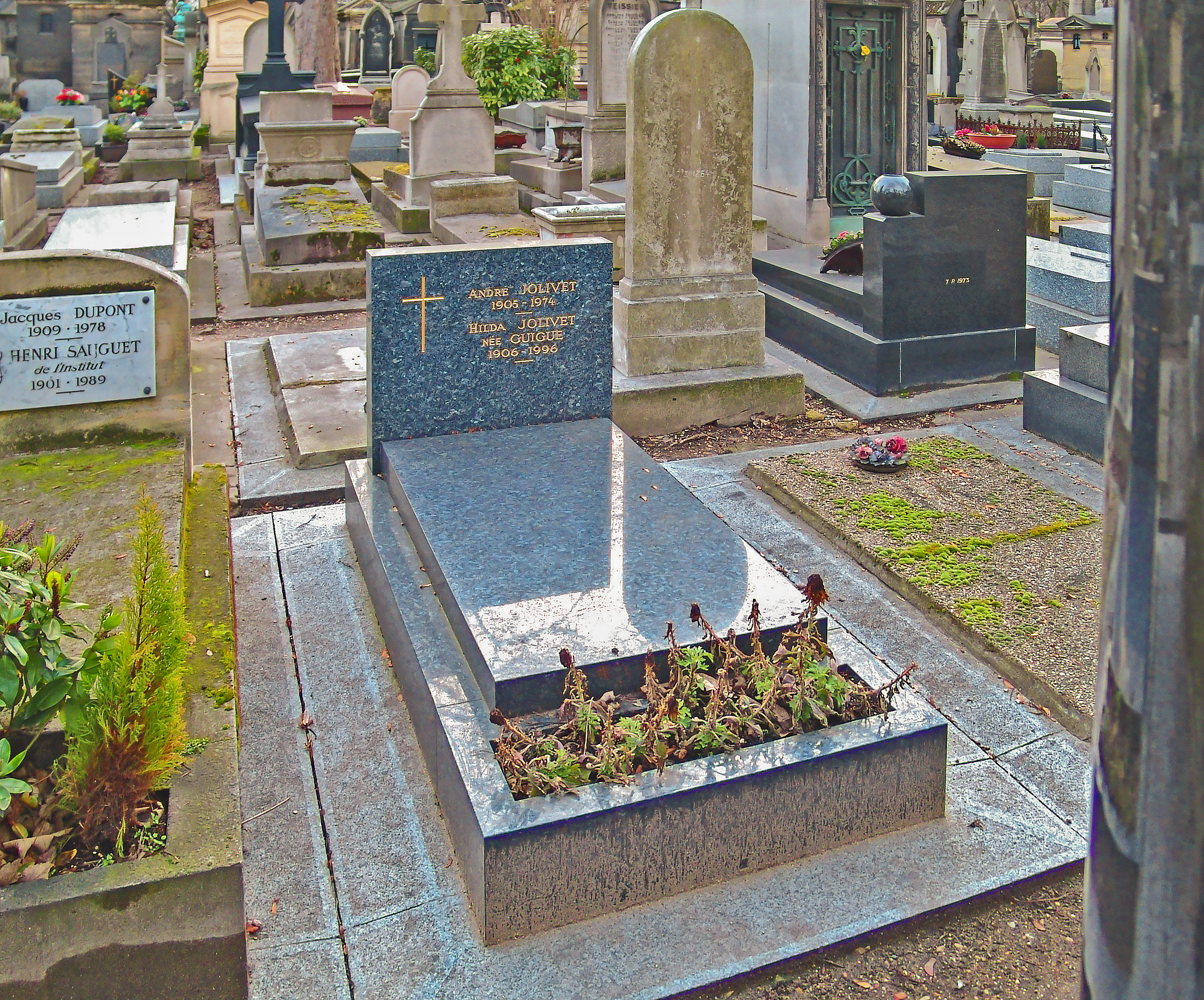
Graf van André Jolivet op de Cimetière de Montmartre te Parijs

Het zich opnieuw bezinnen op conventionele vormen, die soms als eclecticisme is uitgelegd, getuigde ervan dat voor hem het contact met het publiek heel belangrijk was. «Een componist schrijft voor zijn tijdgenoten en niet voor zijn achterkleinkind». Zo ontstond in de jaren 1950 en 1960 een reeks van effectvolle instrumentale concerten met soms buitengewone bezettingen.
Voor orkest schreef Jolivet – naast de orkestversies van verschillende pianowerken – drie symfonieën, Psyché, een aan Ravels Bolero georiënteerde tuttistudie en de Suite transocéane (1955). Zoals Arthur Honegger heeft hij zich ook met Jeanne d'Arc beziggehouden in zijn oratorium La vérité de Jeanne (1956). Een door Rolf Liebermann in opdracht gegeven opera Lieutenant perdu kon hij niet meer voltooien.

### Kerkelijke muziek
Als vriend in de filosofie van de Rooms-katholieke theoloog Teilhard de Chardin heeft hij ook het geestelijke moment tot uiting gebracht. Zijn mis Pour le jour de la paix (Voor de dag van de vrede) voor sopraan, orgel en tamboerijn en zijn Suite liturgique (1942) getuigen daarvan.

### Stijl
Zijn vriend Messiaen, was  – tenminste in zijn beginjaren – een onverschrokken avant-gardist zonder compromissen. Jolivet was op zoek naar een vernieuwing van de muziek niet door mystiek-Rooms-katholieke, maar door heidens-magische impulsen, zoals zij voor 't eerst door Igor Stravinsky in zijn Sacre du printemps werden bezworen. Hij waardeerde Arnold Schönberg, maar liet zijn leven lang de twaalftoons- of seriële structuren ter zijde. Ook de systeemgedachten van Messiaen, die zijn ritmiekoplossingen op tevoren gefabriceerde mathematische calculaties baseerde, waren hem vreemd. Zo creëerde zijn onafhankelijkheidsstreven in vrije atonaliteit en asymmetrische ritmiek de ruimte voor zelfontplooiing. Later werd zijn muzikale taal doordat hij zich ging bedienen van een uitgebreide modale harmoniek gematigder, maar altijd bleef de muziek uitdrukking van een onverwisselbare persoonlijke stijl.

## Composities

### Werken voor orkest

#### Symfonieën
- 1940 Symphonie de danses
- 1953 Première Symphonie
  1. Allegro strepitoso
  2. Adagio
  3. Allegro veloce
  4. Allegro corruscante
- 1959 Deuxième Symphonie
  1. Heurté
  2. Fluide
  3. Vigoureux
- 1961 Symphonie pour cordes, voor strijkorkest
- 1964 Troisième Symphonie
  1. Obstiné
  2. Fulgural
  3. Lyrique
  4. Véhément

#### Concerten voor instrumenten en orkest
- 1947 Concerto, voor ondes Martenot en orkest
- 1948 Concertino (Concerto nº 1), voor trompet, strijkorkest en piano
- 1949 Concerto, voor dwarsfluit en strijkorkest
- 1950 Concerto, voor piano en orkest
- 1952 Concerto, voor harp en kamerorkest
- 1954 Concerto, voor fagot, strijkorkest, harp en piano
- 1954 Deuxième concerto, voor trompet en orkest
- 1958 Concerto, voor slagwerk en orkest
- 1962 Premier concerto, voor cello en orkest
- 1966 Deuxième concerto, voor cello en orkest
- 1966 Suite en concert (Concerto nº 2), voor dwarsfluit en slagwerk
- 1972 Concerto, voor viool en orkest

#### Andere werken voor orkest
- 1930 Sarabande sur le nom d'Erik Satie, orkestversie
- 1932 Choral et Fugato, orkestversie
- 1936 Danse incantatoire
- 1938 Ouverture en rondeau, voor klein orkest
- 1938 Cosmogonie, prelude voor orkest
- 1939 Cinq danses rituelles
  1. Danse initiatique
  2. Danse du héros
  3. Danse nuptiale
  4. Danse du rapt
  5. Danse funéraire
- 1943 Symfonische suite uit het ballet «Guignol et Pandore»
  1. Prélude
  2. Parade
  3. Pas de deux : Guignolette – Pandore
  4. Danse tendre
  5. Bastonnade
  6. Entrée du juge
  7. Variation prémortuaire de Guignol
  8. a) Marche – b) Ronde finale
- 1946 Psyché
- 1955 Suite transocéane
- 1956 Trois Interludes de «La Vérité de Jeanne»
- 1957 Suite française
- 1961 Les Amants magnifiques
- 1964 Symfonische suite uit het ballet «Ariadne»

#### Werken voor strijkorkest
- 1930 Grave et Gigue
- 1934 Andante
- 1960 Adagio, voor strijkers
- 1973 La Flèche du temps
- 1973 Yin-Yang

### Werken voor harmonieorkest
- 1936 Soir et Défilé
- 1937 Défilé et soin
- 1946 Fanfares pour «Britannicus»
  1. Prélude
  2. Burrhus
  3. Néron
  4. Agrippine
  5. Narcisse
  6. Postlude

### Missen, oratoria, cantates en gewijde muziek
- 1940 Messe pour le jour de la paix, voor zangstemmen, orgel en tamboerijn
- 1941 La Tentation dernière (Jeanne d'Arc), cantate solisten, gemengd koor en orkest
- 1947 Hymne à Saint-André, voor sopraan en orgel
- 1962 Messe «Uxor tua», voor twee sopranen, contralto, bariton, bas, dwarsfluit, hobo (ook: althobo), trombone, fagot en altviool
- 1965 Le Cœur de la matière, cantate voor solisten, gemengd koor en orkest – tekst: Teilhard de Chardin
- 1956 La vérité de Jeanne, oratorium voor spreker, sopraan, mezzosopraan, contralto, tenor, bariton, bas, gemengd koor en orkest

### Muziektheater

#### Opera's
| Voltooid in | titel                                                                   | aktes      | première                                                                                      | libretto         |
| ----------- | ----------------------------------------------------------------------- | ---------- | --------------------------------------------------------------------------------------------- | ---------------- |
| 1942        | Dolorès ou Le miracle de la femme laide                                 | 1 akte     | 4 mei 1947, Parijs, Studio van de R.T.F.                                                      | Henri Ghéon      |
| 1960        | Antigone                                                                |            | 1960, Parijs, Théâtre National Populaire                                                      | Sophocle         |
| 1974        | Bogomilé ou le lieutenant perdu; versie voltooid door: Michel Philippot | onvoltooid | Niet uitgevoerd; voltooide versie: 5 maart 1982, Parijs, Théâtre National de l'Opéra de Paris | Marcel Schneider |

#### Balletten
| Voltooid in | titel                   | aktes | première                                 | libretto        | choreografie |
| ----------- | ----------------------- | ----- | ---------------------------------------- | --------------- | ------------ |
| 1940        | Les Quatre Vérités      |       | 1941                                     | Henri Lenormand |              |
| 1941        | Ballet des étoiles      |       | Parijs, Marionnettes de Jacques Chesnais |                 |              |
| 1943        | Guignol et Pandore      |       | 29 april 1944, Parijs, Opéra Bastille    | Serge Lifar     |              |
| 1950        | L'inconnue              |       | 19 april 1950, Parijs, Opéra Bastille    | Léandre Vaillat |              |
| 1950        | La Naissance de la paix |       |                                          | Sylvain Dhomme  |              |

### Vocale muziek
- 1937 Poèmes pour l'enfant, voor zangstem en 11 instrumenten
- 1940 Les Trois Complaintes du soldat (De drie klachten van de soldaat), voor zangstem en orkest
  1. La Complainte du soldat vaincu
  2. La Complainte du Pont de Gien
  3. La Complainte à Dieu
- 1942 Suite liturgique, voor sopraan (of tenor), althobo (ook hobo), cello en harp
- 1972 Songe à nouveau rêvé, concerto voor sopraan en orkest
- 1953 Épithalame, voor vocaal orkest met 12 stemmen
- Chansons

### Kamermuziek

#### Soloinstrument (zonder piano en orgel)
- 1936 5 Incantations, voor dwarsfluit
- 1937 Incantation pour que l'image devienne symbole, voor viool (ook: voor dwarsfluit of Ondes Martenot)
- 1965 Suite rhapsodique, voor viool
- 1965 Suite en concert, voor cello
- 1967 Ascèses, 5 stukken voor dwarsfluit
- 1967 5 Èglogues, voor altviool

#### Duos
- 1930 Air pour bercer, voor viool en piano
- 1931 Suite, voor altviool en piano
- 1932 Sonate, voor viool en piano
- 1932 Aubade, voor viool en piano
- 1935 Chant d'oppression, voor altviool en piano
- 1935 3 Poèmes, voor Ondes Martenot en piano
- 1943 Nocturne, voor cello en piano
- 1944 Chant de Linos, voor dwarsfluit en piano
- 1945 Serenade, voor hobo en piano
- 1953 Fantaisie-Impromptu voor alt saxofoon en piano
- 1958 Sonate, voor dwarsfluit en piano
- 1961 Sonatine, voor dwarsfluit en klarinet
- 1963 Alla rustica, voor dwarsfluit en harp
- 1963 Sonatine, voor hobo en fagot
- 1968 Controversia, voor hobo en harp
- 1968 Arioso barocco, voor trompet en orgel
- 1971 Heptade, voor trompet en slagwerk
- 1972 Pipeaubec, voor blokfluit en slagwerk

#### Trio's
- 1930 Suite, voor strijktrio
- 1941 Petite suite, voor dwarsfluit, altviool en harp
- 1943 Pastorale de Noël, voor dwarsfluit, fagot en harp

#### Kwartetten
- 1934 Strijkkwartet

#### Vijf en meer instrumenten
- 1938 Ouverture en rondeau, voor 4 ondes Martenot, 2 piano's en slagwerk
- 1943 Suite delphique, voor dwarsfluit, hobo, klarinet, 2 hoorns, trompet, trombone, ondes Martenot, harp, pauken en twee slagwerkers
- 1947 Petite Suite, voor 2 violen, altviool, cello, contrabas, piano en slagwerk
- 1957 Rhapsodie à 7, voor klarinet, fagot, cornet, trombone, slagwerk, viool en contrabas
- 1965 Suite en concert, voor dwarsfluit en vier slagwerkers
- 1966 12 Inventions pour 12 instruments, voor dwarsfluit, hobo, klarinet, fagot, hoorn, trompet, trombone, 2 violen, altviool, cello en contrabas
- 1968 Cérémonial, hommage à Varèse, voor 6 slagwerkers

### Werken voor orgel
- 1935 Prélude apocalyptique
- 1947 Cinq Interludes
- 1962 Hymne à l'univers
- 1969 Mandala

### Werken voor piano
- 1945 Première sonate
- 1951 Chansons naïves
- 1957 Deuxième sonate

### Werken voor harp
- 1965 Prelude, voor harp

### Werken voor gitaar
- 1956 Serenade, voor 2 gitaren
- 1963 2 Ètudes de concert
- 1972 Tombeau de Robert de Visée, suite voor gitaar

## Publicaties
- André Jolivet: Ludwig van Beethoven, Paris, Richard-Masse, 1955, 198 p.